# Metropolia di Ivanovo

Localizzazione dell'oblast' di Ivanovo.

La metropolia di Ivanovo (in russo: Ивановская митрополия) è una delle province ecclesiastiche che costituiscono la Chiesa ortodossa russa.
Istituita dal Santo Sinodo il 7 giugno 2012, comprende l'intera oblast' di Ivanovo nel circondario federale centrale.
È costituita da tre eparchie:
- Eparchia di Ivanovo-Voznesensk
- Eparchia di Kinešma
- Eparchia di Šuja

Sede della metropolia è la città di Ivanovo, il cui vescovo ha il titolo di "Metropolita di Ivanovo-Voznesensk e Vičuga".